# جسی مک‌کارتنی
جسی مک‌کارتنی (متولد ۹ آوریل ۱۹۸۷) یک بازیگر، خواننده، ترانه‌سرا و صداپیشه آمریکایی است.
مک‌کارتنی شهرت خود را در اواخر دهه ۱۹۹۰ با بازی در تئاتر همه کودکان من در نقش جی‌آر چندلر به دست آورد.
او بعدها به عضویت گروه پسران خیابان رویا درآمد و در نهایت به صورت انفرادی وارد دنیای موسیقی شد.
علاوه بر این مک‌کارتنی در سریالهای سامرلند (۲۰۰۵-۲۰۰۴) و گریک (۲۰۰۹) و فیلم های ، آلوین و سنجاب‌ها ۲ ، آلوین و سنجاب‌ها ۳ ، آلوین و سنجاب‌ها ۴ به نقش‌آفرینی پرداخته است.